# Powiat legnicki
Powiat legnicki – powiat w Polsce, położony w środkowej części województwa dolnośląskiego. Jego siedzibą jest miasto Legnica, które jednak samo stanowi osobne miasto na prawach powiatu i nie wchodzi w jego skład.

## Geografia

### Położenie
Powiat legnicki leży w południowo-zachodniej Polsce, na Dolnym Śląsku. 

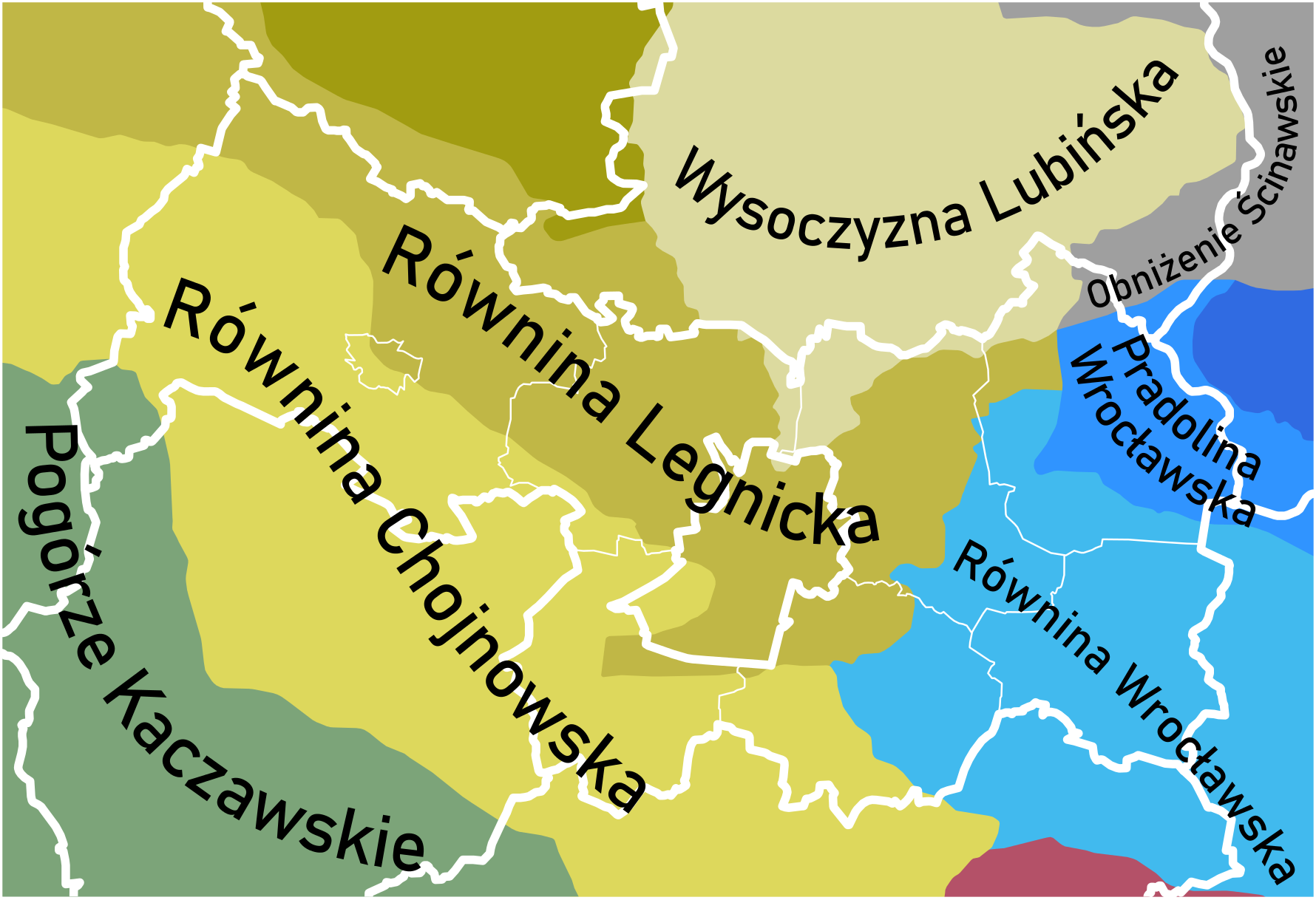
Kontury powiatu legnickiego na tle mapy mezoregionów fizycznogeograficznych

Według regionalizacji fizycznogeograficznej opracowanej przez Jerzego Kondrackiego, przez terytorium powiatu legnickiego przebiegają granice czterech makroregionów:
- Niziny Śląsko-Łużyckiej, w skład której wchodzi zachodnia i środkowa część powiatu legnickiego. Obszar ten w tym regionie dzieli się na trzy mezoregiony: Równinę Legnicką na północy, Równinę Chojnowską na południu oraz Wysoczyznę Lubińską, która obejmuje jedynie niewielkie obszary na północ i północny wschód od Legnicy.
- Niziny Śląskiej, w skład której wchodzi wschodnia część powiatu. Obszar ten w tym regionie dzieli się na dwa mezoregiony: Pradolinę Wrocławską na północy oraz Równinę Wrocławską na południu.
- Pogórza Zachodniosudeckiego, a dokładniej Pogórza Kaczawskiego, w skład którego wchodzi niewielki obszar na zachodzie powiatu (wieś Okmiany).
- Wału Trzebnickiego, a dokładniej Obniżenia Ścinawskiego, w skład którego wchodzi niewielki obszar na północnym wschodzie powiatu (teren na wschód od wsi Mierzowice)[1].

Powiat legnicki rozciąga się między 51°23’ a 51°06’ szerokości geograficznej północnej i 15°45’ a 16°28’ długości geograficznej wschodniej.

### Hydrografia
Sieć hydrograficzna powiatu legnickiego opiera się na dorzeczu głównej dolnośląskiej rzeki – Odry, która w jego granicach płynie na odcinku 6 km. Do Odry uchodzi Kaczawa wraz z dopływami: Czarną Wodą i Nysą Szaloną. Poza tym na terenie powiatu występuje jedyne na Dolnym Śląsku pojezierze o rodowodzie polodowcowym (Pojezierze Legnickie) z jeziorami: Kunickim, Jaśkowickim i Koskowickim. Pojezierze to położone jest we wschodniej części powiatu, natomiast w zachodniej występują sztuczne zbiorniki wodne (Jezierzany i Rokitki), nad którymi stworzono w latach 60. XX wieku ośrodki wypoczynkowe. 

### Ukształtowanie powierzchni
Powierzchnia powiatu należy do nizinnych, a jej wysokość waha się średnio pomiędzy 100 a 225 m n.p.m. Najwyższe wzniesienie znajduje się na tzw. Wale Okmiańskim i mierzy 278 m n.p.m.

## Podział administracyjny
Powiat legnicki powstał 1 stycznia 1999 roku wskutek reformy administracyjnej, której jednym z aspektów było wprowadzenie powiatów jako drugiego szczebla administracji, pomiędzy województwami i gminami.
Został stworzony z części znoszonego województwa legnickiego. Terytorium powiatu zostało określone w kształcie zmienionym w stosunku do tego, jaki posiadał on przed swoją likwidacją w 1975 roku. Wchodząca wówczas w skład powiatu gmina Wądroże Wielkie weszła w skład powiatu jaworskiego, z drugiej strony zaś do powiatu legnickiego dołączyły miasto i gmina Chojnów, należące wtedy do powiatu złotoryjskiego. Ponadto, w 1983 roku miasto Legnica zostało powiększone kosztem czterech sąsiadujących z nim gmin.
Z powiatem legnickim graniczą jednostki:
- powiaty lubiński i polkowicki od północy,
- powiaty średzki i wołowski od wschodu,
- powiat jaworski od południa,
- powiat złotoryjski od południowego zachodu,
- powiat bolesławiecki od zachodu.

W skład powiatu wchodzi 8 gmin: 1 miejska, 1 miejsko-wiejska oraz 6 wiejskich. Na jego terenie położone są dwa miasta: Chojnów oraz Prochowice.
| Gmina   | Gmina           | Gmina | Gmina          | Pow. (2025) | Ludność (2024) | Siedziba       |
| TERYT   | Typ             | Nazwa | Nazwa          | Pow. (2025) | Ludność (2024) | Siedziba       |
| ------- | --------------- | ----- | -------------- | ----------- | -------------- | -------------- |
| 0209011 | miejska         |       | Chojnów        | 5,32        | 12 243         | —              |
| 0209022 | wiejska         |       | Chojnów        | 230,94      | 9425           | Chojnów        |
| 0209032 | wiejska         |       | Krotoszyce     | 67,49       | 3312           | Krotoszyce     |
| 0209042 | wiejska         |       | Kunice         | 92,65       | 7782           | Kunice         |
| 0209052 | wiejska         |       | Legnickie Pole | 85,40       | 5353           | Legnickie Pole |
| 0209062 | wiejska         |       | Miłkowice      | 86,40       | 7400           | Miłkowice      |
| 0209073 | miejsko-wiejska |       | Prochowice     | 102,55      | 7062           | Prochowice     |
| 0209082 | wiejska         |       | Ruja           | 73,27       | 2390           | Ruja           |

W 2011 roku władze Legnicy podjęły nieudaną próbę zmiany granic z powiatem legnickim, polegającą na przyłączeniu do miasta części terytorium z gmin Krotoszyce oraz Miłkowice. Doszło do nieudanych trójstronnych konsultacji w 2012 roku, po których samorząd Legnicy złożył w 2013 roku wniosek o zmianę granic (dotyczący części miejscowości Białka i Jaszków z gminy Krotoszyce oraz Lipce z gminy Miłkowice o powierzchni 61,76 ha), ostatecznie rozpatrzony negatywnie przez Radę Ministrów.

## Pokrycie terenu
Powiat legnicki według danych z 2025 roku zajmował powierzchnię 744,02 km², co stanowiło 3,7% powierzchni województwa dolnośląskiego. Pod względem powierzchni zajął 9. lokatę spośród 26 powiatów w województwie oraz 198. miejsce wśród 314 powiatów Polski. Największą część powierzchni powiatu zajmowały grunty rolne (75,6%) oraz leśne (16,3%). Zabudowanych i zurbanizowanych było 6,8% terenów, zaś pod wodami znajdowało się ich 1,1%.
|  |

## Demografia
Według stanu z 31 grudnia 2024 roku w powiecie legnickim zamieszkiwało 54 967 mieszkańców: 28 085 kobiet (51,1% ludności) i 26 882 mężczyzn (48,9%), czyli 1,9% ludności województwa dolnośląskiego. Gęstość zaludnienia w powiecie wyniosła 74 osób na km². Pod względem ludności powiat legnicki zajął w 2024 roku 16. miejsce spośród 26 powiatów w województwie oraz 208. lokatę wśród 314 powiatów Polski.
Wskaźnik urbanizacji wyniósł 28,6%; w miastach w tym dniu mieszkało 15 713 osób, zaś na wsi 39 254 osoby.
|  |

|  |  |

## Gospodarka
W końcu listopada 2019 liczba zarejestrowanych bezrobotnych w powiecie obejmowała ok. 1,6 tys. mieszkańców, co stanowi stopę bezrobocia na poziomie 8,6% do aktywnych zawodowo.

## Zabytki
- Bazylika kolegiacka Podwyższenia Krzyża Świętego i św. Jadwigi Śląskiej w Legnickim Polu
- Zamek w Prochowicach
- Pałac w Piotrowicach
- Zespół pałacowy w Warmątowicach (niedostępny do zwiedzania)
- Muzeum Bitwy nad Kaczawą w Dunine
- Muzeum Bitwy pod Legnicą w Legnickim Polu
- Zamek Piastowski w Chojnowie
- Kościół św. Piotra i Pawła w Chojnowie
- Kościół pw. św. Antoniego Padewskiego (z gotyckim tryptykiem) w Niedźwiedzicach
- Kościół pw. św. Zofii w Grzybianach
- Kościół pw. św. Stanisława (murowano-drewniany,szachulcowy) w Miłogostowicach
- Kościół pw. Wniebowzięcia Najświętszej Maryi Panny (gotycki) w Ulesiu

## Starostowie legniccy
Na podstawie źródła:

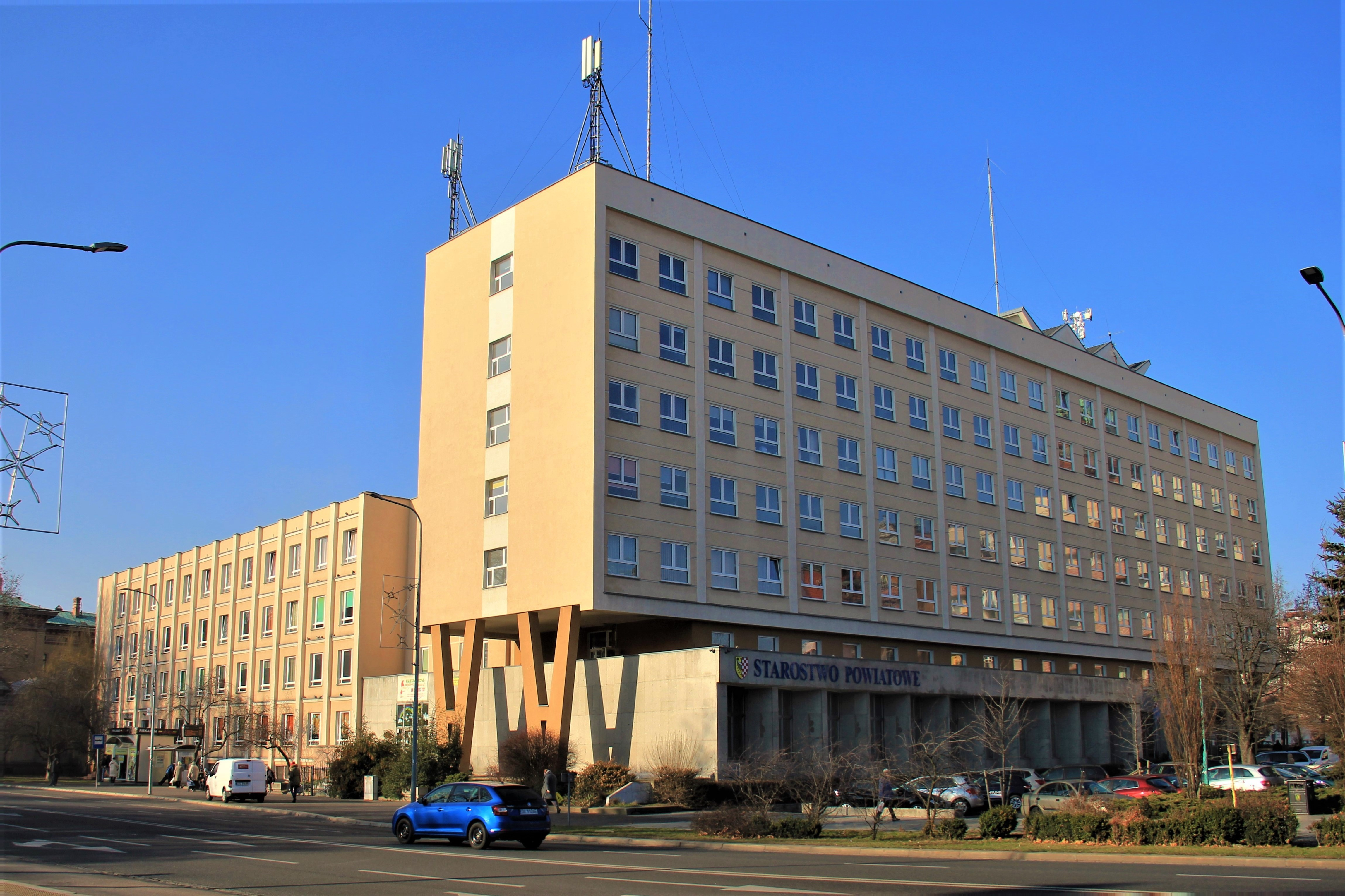
Budynek Starostwa Powiatowego w Legnicy

- Mieczysław Kasprzak (10 listopada 1998 – 24 listopada 2006)
- Jarosław Humenny (24 listopada 2006 – 1 grudnia 2014)
- Janina Mazur (1 grudnia 2014 – 20 listopada 2018)
- Adam Babuśka (od 20 listopada 2018)